# Artabotrys rupestris
Artabotrys rupestris este o specie de plante angiosperme din genul Artabotrys, familia Annonaceae, descrisă de Friedrich Ludwig Diels. A fost clasificată de IUCN ca specie în pericol. Conform Catalogue of Life specia Artabotrys rupestris nu are subspecii cunoscute.